# Some Shapes to Come
Some Shapes to Come je první sólové studiové album amerického jazzového saxofonisty Steva Grossmana z roku 1974. Producentem nahrávky byl Gene Perla, který zde rovněž hraje na basové nástroje. Ten byl také majitelem vydavatelství PM Records, které nahrávku publikovalo. Dále se na albu podíleli perkusionista Don Alias a hráč na klávesové nástroje Jan Hammer.

## Seznam skladeb
| Pořadí | Název                     | Autor                                   | Délka |
| ------ | ------------------------- | --------------------------------------- | ----- |
| 1.     | WBAI                      | Steve Grossman                          | 2:07  |
| 2.     | Haresah                   | Grossman                                | 7:06  |
| 3.     | Zulu Stomp                | Don Alias                               | 6:13  |
| 4.     | Extemporaneous Combustion | Grossman, Alias, Gene Perla, Jan Hammer | 6:10  |
| 5.     | Alodian Mode              | Grossman, Alias, Perla, Hammer          | 7:00  |
| 6.     | Pressure Point            | Grossman                                | 4:52  |
| 7.     | The Sixth Sense           | Grossman, Alias, Perla, Hammer          | 9:30  |

## Obsazení
- Steve Grossman – tenorsaxofon, sopránsaxofon
- Jan Hammer – syntezátor, elektrické piano
- Gene Perla – kontrabas, baskytara
- Don Alias – bicí, konga, bonga, zvony